# Masatomi Kimura
Masatomi Kimura (木村 昌福?, Kimura Masatomi; Prefettura di Tottori, 6 dicembre 1891 – Hōfu, 14 febbraio 1960) è stato un ammiraglio giapponese, attivo nella seconda guerra mondiale.
Si arruolò nella Marina imperiale giapponese nel 1913, seguendo un primo ciclo di servizio su vecchie navi da guerra. Frequentò i corsi base di artiglieria navale e di naviglio silurante, mettendosi in luce per la puntualità tanto da essere assegnato alla Scuola siluristi come istruttore al principio degli anni venti. Esperto soprattutto in mine navali, nel cui uso si specializzò nella prima metà del decennio, comandò una serie di dragamine tra il 1923 e il 1926, anno nel quale fu promosso capitano di corvetta e messo al comando del cacciatorpediniere Maki. Iniziò quindi ad approfondire la conoscenza e l'impiego di tale tipo di navi attraverso successivi comandi di unità sempre più grandi e moderne, arrivando a essere capitano anche dell'Asagiri; fu pure assegnato al comando di un paio di cannoniere. Nel corso della seconda metà degli anni trenta gli furono affidate in successione tre divisioni di cacciatorpediniere con le quali prestò servizio sul fronte di guerra cinese e, nel dicembre 1937, fu nominato capitano di vascello. Seguì l'incarico a bordo della nave appoggio idrovolanti Kagu Maru, con la quale partecipò alla facile occupazione dell'isola di Hainan nel febbraio 1939, e poi l'assunzione del comando dell'incrociatore leggero Jintsu. Nell'ottobre 1940 fu trasferito alla testa dell'incrociatore pesante Suzuya.
A bordo del Suzuya partecipò attivamente alla prima fase vittoriosa della guerra nel Sud-est asiatico e nel Pacifico, cooperando in diversi sbarchi in Borneo, Malaysia e a Sumatra; ebbe quindi un ruolo nell'incursione giapponese nell'Oceano Indiano (aprile 1942) e fu presente alla cruciale battaglia delle Midway (giugno), senza però arrivare a contatto con forze nemiche. Dalla fine di agosto fu coinvolto nella sfibrante campagna di Guadalcanal, accompagnando le portaerei nipponiche della 3ª Flotta nelle battaglie delle Salomone orientali e delle isole Santa Cruz. A metà novembre, nel corso della battaglia navale di Guadalcanal, bombardò l'aeroporto dell'isola. Divenuto contrammiraglio all'inizio del mese, ricoprì un comando di presidio in Giappone prima di tornare a Rabaul nel febbraio 1943 come capo della 3ª Squadriglia cacciatorpediniere ed essere subito incaricato di scortare sino a Lae, in Nuova Guinea, un importante convoglio; la missione fu scoperta dagli Alleati che radunarono una vasta armata aerea e distrussero il 75% delle navi giapponesi nella battaglia del Mare di Bismarck (2-5 marzo 1943). Kimura rimase ferito e riprese servizio nel giugno 1943 come comandante della 1ª Squadriglia cacciatorpediniere schierata nel Pacifico settentrionale: il mese successivo condusse a termine con grande successo l'evacuazione dell'isola di Kiska. Nell'ottobre 1944, inquadrato nella 5ª Flotta, ebbe una parte minore nel forzamento dello Stretto di Surigao (battaglia del Golfo di Leyte) e perse la sua ammiraglia, l'incrociatore leggero Abukuma. Il mese successivo, assunto il comando della 2ª Squadriglia cacciatorpediniere, diresse due fasi dell'operazione TA, l'invio ripetuto di convogli eterogenei alla guarnigione di Leyte. Sullo scorcio dell'anno fu richiamato in Giappone e rivestì ruoli all'interno dello stato maggiore generale e dello stato maggiore della Flotta combinata, passando poi alle scuole d'addestramento. Fu promosso viceammiraglio nel novembre 1945 e si ritirò subito dopo a vita privata, morendo nel febbraio 1960.

## Biografia

### Inizio della carriera
Masatomi Kimura nacque il 6 dicembre 1891 nella prefettura di Tottori. In giovane età s'iscrisse all'Accademia navale di Etajima e studiò nella 41ª classe, diplomandosi il 19 dicembre 1913, centosettesimo su 188 allievi; ottenne il brevetto di aspirante guardiamarina e fu destinato all'incrociatore corazzato Asama, sul quale completò la prima crociera d'addestramento all'estero. L'11 agosto 1914, tornato in Giappone, fu trasferito a bordo dell'incrociatore corazzato Yakumo e il 1º dicembre ebbe la qualifica di guardiamarina; il 13 dicembre 1915 passò alla nave da battaglia Sagami, una preda bellica russa. Il 4 aprile 1916, dopo la restituzione dell'unità all'Impero russo, fu riassegnato all'incrociatore protetto Suma. Il 1º dicembre 1916 tornò a terra, ebbe la promozione a sottotenente di vascello e fu indirizzato al Corso base della Scuola siluristi presso Yokosuka; una volta completatolo intraprese subito gli studi al Corso base della vicina Scuola di artiglieria navale (1º giugno 1917) che completò il 1º dicembre. Così addestrato fu subito aggregato alla cosiddetta "Unità provvisoria di difesa del Sud", costituita per le operazioni di conquista degli arcipelaghi in mano all'Impero tedesco (isole Marianne, Palau, Marshall e Caroline). Prestò servizio in questi territori di recente acquisizione per vari mesi e rientrò il 1º luglio 1918 a Yokosuka, sede del quartier generale del 1º Distretto navale alla cui dipendenze rimase per due settimane. Il 16 fu imbarcato sulla celebre pre-dreadnought Mikasa: la nave era stata riclassificata come unità da difesa costiera e le sue crociere si limitarono alle acque nazionali giapponesi. Il 20 luglio 1919 la Mikasa divenne ammiraglia della "Unità di spedizione provvisoria" e Kimura vi rimase a bordo sino il 13 settembre, quando passò alle sue dirette dipendenze. Il 22 giugno 1920 scese a terra a Maizuru, comando del 4º Distretto navale, nel cui personale fu integrato.

### Gli anni venti e trenta
Kimura fu scelto come comandante ad interim di una torpediniera il 24 agosto 1920 e, nuovamente, il 1º settembre; entrambe le navi erano parte della 2ª Divisione torpediniere. Alla stessa data ottenne anche un posto alla Scuola siluristi come istruttore e, il 1º dicembre, ebbe confermati il comando della torpediniera e il ruolo di addestratore in concomitanza con la promozione a tenente di vascello. Il 27 luglio 1921 salì a bordo del trasporto militare Seito, prestandovi servizio sino all'11 aprile 1922, quando fu posto in attesa di incarico. Il 1º settembre ebbe il comando di una torpediniera della 2ª Divisione, trasferita alle dipendenze della Scuola siluristi per l'addestramento: infatti tornò contemporaneamente anche al ruolo di istruttore. La doppia mansione ebbe termine il 30 giugno 1923, quando fu designato fu comandante della torpediniera Kamome, un'unità molto piccola risalente agli inizi del XX secolo: fu d'altronde l'ultimo ufficiale a dirigerla, visto che il 15 dicembre fu radiata dal servizio. Kimura, intanto, aveva ripreso sin dal 10 luglio 1923 il compito di istruttore e, il 1º dicembre, era passato a comandare il dragamine W-3; il 10 gennaio 1924, infine, cessò l'attività parallela alla Scuola siluristi. Il 1º dicembre 1925 fu messo a capo del vecchio cacciatorpediniere di terza classe Yugure, trasformato in dragamine, e il 1º agosto 1926 del gemello Kisaragi, convertito allo stesso modo. Il 1º dicembre di quell'anno ricevette la nomina al grado di capitano di corvetta e lasciò entrambe le unità per assumere il comando del cacciatorpediniere di seconda classe Maki: espletò un lungo servizio su questa unità, acquisendo notevoli conoscenze sul naviglio leggero silurante. Solamente il 10 maggio 1929 ebbe sotto la sua responsabilità due unità più grandi e moderne: i cacciatorpediniere di prima classe o di squadra Asanagi e Oite, entrambi della classe Kamikaze. Il 5 settembre fu trasferito alla testa del meno prestante Hagi, un cacciatorpediniere di seconda classe di cui rimase capitano per più di un anno.

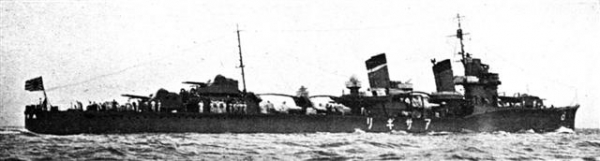
Lo Asagiri fu uno dei numerosi cacciatorpediniere capitanati da Kimura

Il 15 novembre 1930 Kimura fu nominato comandante di un altro cacciatorpediniere, l'Hokaze, poi il 28 gennaio 1932 passò a comandare la cannoniera Katata. A questo punto della sua carriera Kimura poteva vantare una vasta preparazione nella specialità delle mine navali, costruita in gran parte nel biennio 1923-1925. Il 20 settembre 1932 arrivò per la prima volta a servire in una posizione di comando, lo stato maggiore della 3ª Flotta, dove ebbe un posto come assistente. Il 1º dicembre fu elevato al grado di capitano di fregata, tornò al servizio in mare e divenne comandante di una seconda cannoniera, la Atami; successivamente, il 10 marzo 1934, fu nominato capitano dell'eccellente cacciatorpediniere Asagiri, un esemplare della rivoluzionaria classe Fubuki. Il 15 novembre 1935, ormai messosi in luce per capacità e preparazione, ottenne il comando di una formazione, la 16ª Divisione cacciatorpediniere. A partire dal 1º dicembre 1936 fu invece comandante della 21ª Divisione cacciatorpediniere, composta da quattro navi della classe Hatsuharu, che però si trovavano in parte in ricostruzione. Con i due reparti Kimura condusse regolari crociere nelle acque cinesi, partecipò alle esercitazioni navali della marina e nella seconda metà del 1937 prese parte alle prime operazioni collegate alla seconda guerra sino-giapponese. Il 1º dicembre di quell'anno salì al grado di capitano di vascello e fu trasferito contemporaneamente alla testa dell'8ª Divisione cacciatorpediniere, che rimase per oltre un anno sotto la sua responsabilità. Il 28 gennaio 1939, per quanto non avesse alcuna preparazione relativa all'aviazione di marina, Kimura fu nominato comandante della nave appoggio idrovolanti Kagu Maru, un mercantile requisito e militarizzato. Kimura arrivò a Sasebo (dove si trovava l'unità) il giorno seguente, si sistemò a bordo e il 31 salpò alla volta delle isole Zhoushan, raggiunte il 3 febbraio: Kimura condusse alcune pratiche di decollo e recupero idrovolanti, oltre a testare l'armamento. Fu quindi aggregato alla 5ª Flotta del viceammiraglio Nobutake Kondō che, nella notte del 9-10 febbraio, sbarcò con facilità a Hainan, nel cui porto di Samah Kimura ormeggiò il Kagu Maru; a fine mese sovrintese alla ritinteggiatura delle murate. All'inizio di marzo salpò diretto a Takao, sull'Isola di Formosa, ma il 5 dovette tornare indietro dopo aver domato un breve incendio a bordo, causa di danni superficiali; rientrò a Samah per gli opportuni interventi. Una volta completati e dopo una breve permanenza a Hainan, Kimura poté spostarsi a Keelung a Formosa e, infine, tornare in Giappone dove, il 20 aprile, fu scelto quale nuovo comandante della petroliera Shiretoko.

### La seconda guerra mondiale

#### 1940-1943

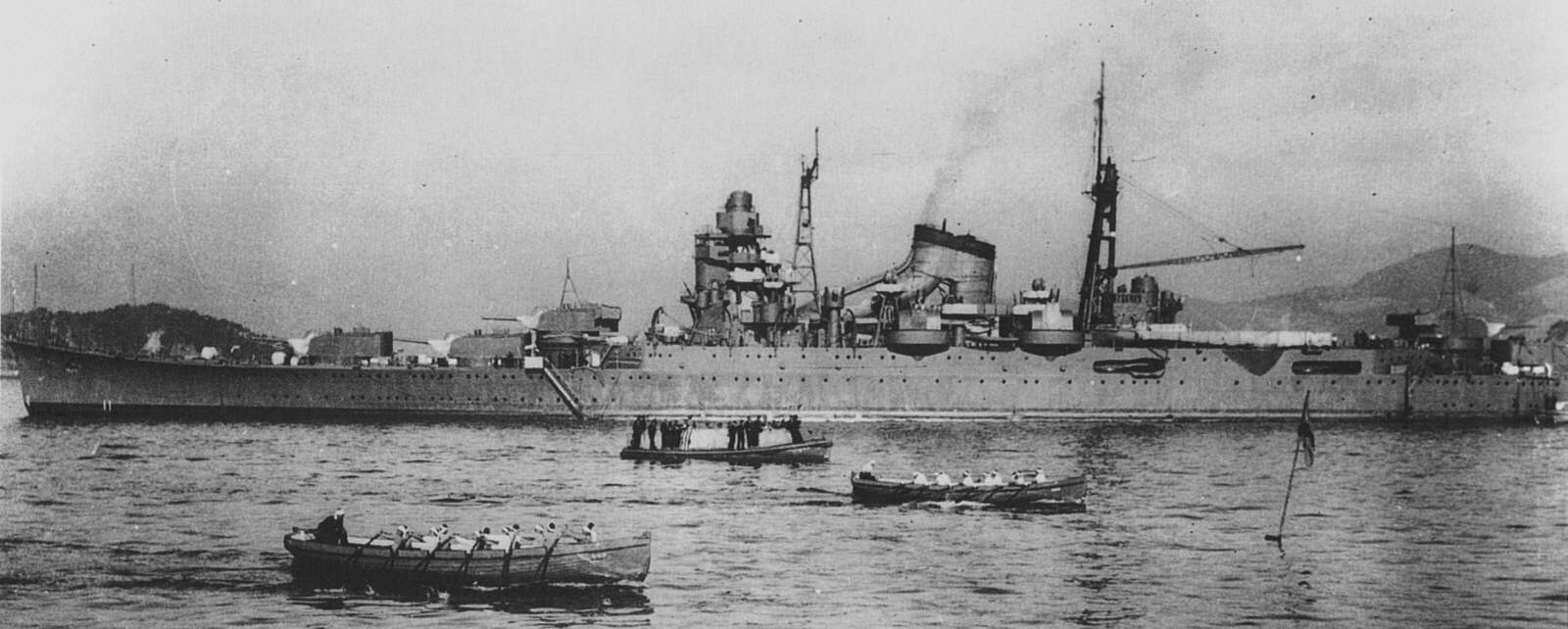
Kimura comandò l'incrociatore pesante Suzuya dall'inizio delle ostilità nel Pacifico sino al novembre 1942

Kimura continuò a servire sulla Shiretoko sino al 5 dicembre 1939, data della nomina a comandante dell'incrociatore leggero Jintsu; con tale unità completò alcune missioni di supporto sul litorale cinese meridionale. Dal 15 ottobre 1940 ebbe la responsabilità dell'incrociatore pesante Suzuya appartenente alla 7ª Divisione incrociatori. Nel gennaio 1941, dopo il periodico ciclo operativo in Cina, Kimura seguì il resto della divisione nell'Indocina francese, allo scopo di indurre il governo di Vichy a trattare la fine della guerra franco-thailandese: concluso un armistizio a fine mese, Kimura rientrò in patria il mese seguente. Nel luglio 1941 guidò l'incrociatore nuovamente nelle acque indocinesi, di scorta a parte di un convoglio che contribuì all'occupazione della colonia. L'operazione fu un successo e in agosto Kimura fu reinviato in Giappone, a Kure, dove in novembre fu informato del trasferimento alla 4ª Flotta; rimase comunque a disposizione della 2ª Flotta del viceammiraglio Kondō che raggiunse il 29 a Samah: qui Kimura e la 7ª Divisione (contrammiraglio Takeo Kurita) furono assegnati alla 1ª Flotta di spedizione del sud del viceammiraglio Jisaburō Ozawa, incaricata di operare a ovest del Borneo e sulle sue coste occidentali nel quadro dell'espansione militare nel Sud-est asiatico e nell'Oceano Pacifico. Facendo base alla baia di Cam Ranh, Kimura supportò l'invasione anfibia della Malesia britannica l'8 e 9 dicembre 1941, poi lo sbarco a Miri nel Borneo britannico il 16 dicembre, l'occupazione delle isole Anambas e l'approdo incontrastato a Endau (sempre in Malesia) alla fine del gennaio 1942; il 13 febbraio fu quindi presente con l'intera divisione al doppio attacco a Palembang e all'isola di Bangka (Sumatra). Nella seconda metà del mese fu distaccato con il Kumano e protesse con uno schermo di cacciatorpediniere e naviglio leggero gli sbarchi a Indramaju, su Giava, nella notte tra il 28 febbraio e il 1º marzo. Visto l'ottimo andamento della battaglia a terra, il 4 marzo Kimura fu richiamato a Singapore e, da qui, salpò il 9 per appoggiare, tre giorni dopo, la facile conquista di Sabang. Con la divisione d'appartenenza di spostò dunque a Mergui in Birmania, dove il 1º aprile fu aggregato alla 2ª Flotta di spedizione del sud comandata dal viceammiraglio Ozawa: partecipò così all'incursione giapponese nell'Oceano Indiano e contribuì ad affondare sei mercantili tra il 6 e il 9 aprile. Kimura e il Suzuya tornarono a Singapore a metà mese e il 22 si fermarono a Kure, dove parteciparono a tre giorni di esercitazioni con alcune corazzate; il 26 maggio raggiunsero l'isola di Guam per scortare da vicino il convoglio d'invasione per l'atollo di Midway e appoggiare il 2º Squadrone del contrammiraglio Raizō Tanaka. Kimura, dunque, non partecipò direttamente alla successiva battaglia se non nelle ultime ore, quando Kondō inviò la 7ª Divisione a bombardare nottetempo Midway, salvo poi richiamarla all'inizio del 5 giugno. Dopo la gravissima sconfitta la Marina imperiale fece ritorno in Giappone; Kimura fu però inviato nuovamente nelle acque indiane, dove il 29 luglio sfuggì all'attacco del sommergibile olandese Hr. Ms. O-23. Il 7 agosto forze del Corpo dei Marine sbarcarono sull'isola di Guadalcanal e la 7ª Divisione incrociatori, ridotta al Suzuya e al Kumano, fu ridislocata in tutta fretta nel Pacifico sud-occidentale: il 24 agosto si svolse la battaglia delle Salomone Orientali, cui Kimura partecipò rimanendo a fianco delle portaerei della 3ª Flotta. In settembre e ottobre rimase all'ancora nella grande base di Truk e solo nella seconda metà di ottobre salpò con la 2ª e 3ª Flotta per combattere nella battaglia delle isole Santa Cruz (25-26 ottobre); di nuovo Kimura agì in difesa delle portaerei. Il 1º novembre 1942, nella rada di Truk, fu informato della promozione a contrammiraglio e due settimane più tardi diresse il Suzuya nel bombardamento notturno del 13-14 novembre su Henderson Field, durante il quale sparò assieme al Maya oltre mille proietti da 203 mm.

La battaglia del Mare di Bismarck: uno dei trasporti del convoglio Kimura esplode, raggiunto dagli ordigni del bombardiere A-20 in rapido passaggio

Il 24 novembre 1942 Kimura, a Truk, cedette il comando del Suzuya e fu rimpatriato. Dopo una breve permanenza al 1º Distretto navale (Yokosuka), il 5 dicembre assunse il posto di comandante dell'Unità di guardia e del Corpo marinai di Maizuru, posizione ai margini del conflitto. Il 5 febbraio 1943 ebbe l'incarico provvisorio di assistente allo stato maggiore della 1ª Flotta che, il 14, fu rimpiazzato dalla nomina a comandante della 3ª Squadriglia cacciatorpediniere, operante a Rabaul sotto l'8ª Flotta (viceammiraglio Gun'ichi Mikawa). Non appena giunto alla base fu incaricato di una rischiosa missione di rifornimento a Lae, in Nuova Guinea: si trattava di scortare otto trasporti aventi a bordo veicoli, munizioni, grandi quantità di carburante e quasi 7 000 uomini della 51ª Divisione fanteria. Mikawa e Kimura si aspettavano che almeno la metà delle navi sarebbe andata perduta per l'opposizione aerea degli Alleati, ma erano fiduciosi nella riuscita dell'operazione, che si sperava avrebbe ristabilito una solida linea difensiva a garanzia di Lae e dei suoi aeroporti. Kimura ebbe otto cacciatorpediniere veterani per proteggere i trasporti fino a destinazione: Shirayuki (che scelse come ammiraglia), Arashio, Asashio, Asagumo, Tokitsukaze, Yukikaze, Shikinami e Uranami. Salpò nella notte tra il 28 febbraio e il 1º marzo e seguì un fronte temporalesco al fine di passare inosservato lungo la costa settentrionale della Nuova Britannia, attraversare gli stretti di Dampier e Vittiaz – che la dividono dalla Nuova Guinea – e piegare a ovest nel Golfo di Huon, sul quale si affaccia Lae. Alle 16:00 fu localizzato da un Consolidated B-24 Liberator ma non si preoccupò eccessivamente: il tempo si manteneva burrascoso e, inoltre, Mikawa e il loro diretto superiore, il viceammiraglio Jin'ichi Kusaka, avevano promesso uno schermo di 200 velivoli. Tuttavia la perturbazione impedì di colpire gli aeroporti australiano-statunitensi in Nuova Guinea, dove erano assepiati 207 bombardieri e 129 caccia di vario tipo (molto più di quanto Mikawa avesse ipotizzato) e nella notte si spostò verso est, lasciando scoperto Kimura. Il convoglio rimase dunque alla mercé della Fifth Air Force del generale George Kenney, la quale era già stata allertata a fine febbraio di numerosi movimenti navali giapponesi: inoltre alcuni suoi reparti si erano addestrati nella tecnica dello skip bombing, che prevedeva il lancio a pelo d'acqua di bombe a scoppio ritardato, in modo tale che rimbalzassero ed esplodessero sulla murata delle navi con effetti devastatori. La mattina del 2 marzo una quarantina di bombardieri affondarono con attacchi convenzionali un trasporto, i cui naufraghi furono raccolti dallo Asagumo e dallo Yukikaze, che Kimura inviò a Lae. Egli portò dunque la velocità dei trasporti al massimo, allo scopo di arrivare il prima possibile: la scorta aerea al convoglio si era dimostrata incompleta, poiché gli apparecchi dovevano decollare da Rabaul o Gasmata, consumando gran parte della propria autonomia. Nelle prime ore del 3 marzo i due cacciatorpediniere, scaricati circa 1 000 uomini, tornarono indietro e si riunirono alla squadra di Kimura, che aveva appena superato gli stretti. In tarda mattinata il convoglio sostenne l'attacco di 268 velivoli nemici della Fifth Air Force, inclusi alcuni australiani: Kimura non sapeva nulla riguardo al nuovo metodo di bombardamento e, osservando numerosi North American B-25 Mitchell e Douglas A-20 Havoc/Boston volare molto basso, ordinò manovre evasive per schivare un attacco silurante. Invece trasporti e cacciatorpediniere furono duramente colpiti da una pioggia di bombe; la contraerea e il gruppo di circa quaranta Mitsubishi A6M "Zero" che stava sorvegliando le navi furono soverchiati; lo Shirayuki fu centrato a poppa, cosa che fece saltare in aria il deposito di munizioni, e fu mitragliato più volte. Kimura subì ferite piuttosto gravi e fu spostato sullo Shikinami prima che l'ammiraglia affondasse. Il convoglio si sparse nel Golfo di Huon ed entro il 5 marzo tutti i trasporti e quattro cacciatorpediniere erano colati a picco, con una perdita superiore ai 3 000 uomini: la battaglia del Mare di Bismarck si concluse con un completo disastro. I superstiti cacciatorpediniere tornarono carichi di naufraghi a Truk, dove Kimura ricevette le prime cure. Ebbe poi modo di riferire lo svolgimento degli eventi al contrammiraglio Tomiji Koyanagi, capo di stato maggiore della 2ª Flotta, prima di essere rapidamente trasferito in Giappone.

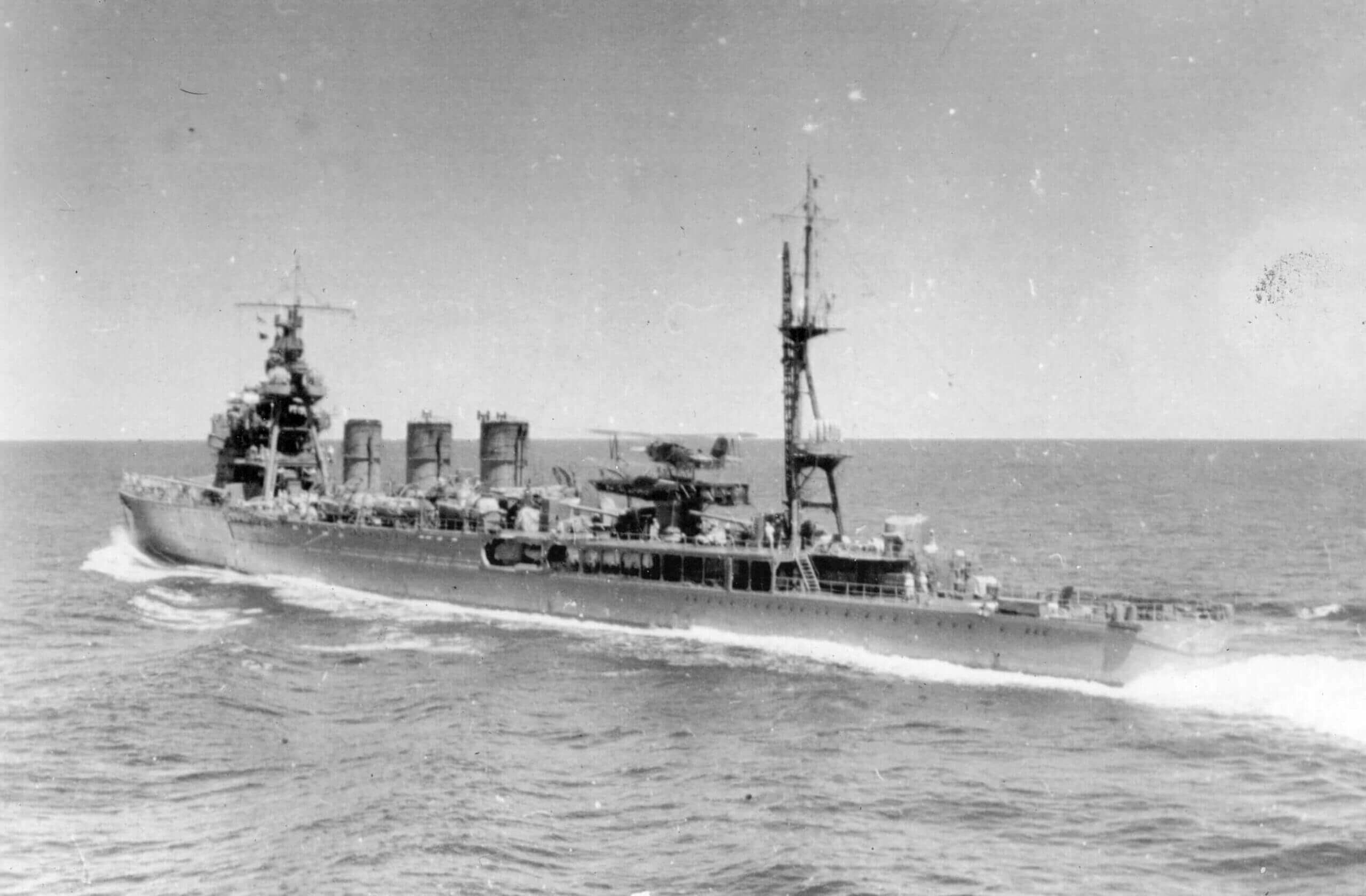
L'incrociatore leggero Abukuma, ammiraglia di Kimura sino all'affondamento nell'ottobre 1944

La sconfitta era stata assai grave, ma Kimura non fu ritenuto personalmente responsabile e la sua carriera proseguì. Durante la degenza in ospedale fu nominalmente assegnato al Distretto navale di Yokosuka e l'8 giugno riprese servizio attivo in qualità di comandante della 1ª Squadriglia cacciatorpediniere, sottoposto alla 5ª Flotta del viceammiraglio Shirō Kawase con basi nelle isole Curili e a Ominato; issò le sue insegne sull'incrociatore leggero Abukuma. La formazione era responsabile delle operazioni nelle Aleutine, che però stavano per volgere al termine dopo la perdita di Attu e l'ordine di evacuare l'isola di Kiska. Dopo un primo tentativo andato a vuoto, nella seconda metà di luglio Kawase e Kimura salparono con tutte le forze della 5ª Flotta; Kimura, dunque, avanzò in una fitta nebbia verso Kiska e il 28 penetrò inosservato nella baia principale, facendo un uso intelligente di radar e sonar, con lo Abukuma, il Kiso e i cacciatorpediniere Shimakaze, Samidare, Akigumo, Naganami, Yugumo, Kazagumo: imbarcò in meno di un'ora i 5 100 uomini della guarnigione, quindi si riunì a Kawase (rimasto a sud dell'isola in funzione di sentinella) e al volgere del mese tutte le unità tornarono a Paramushir senza la minima perdita. Il resto dell'anno fu speso da Kimura tra Ominato, Paramushir, Otaru e Muroran in compiti di sorveglianza o in periodiche esercitazioni, mentre i suoi cacciatorpediniere pattugliavano le rotte principali e contrastavano i sommergibili statunitensi. Sopravvisse a un secondo attacco aereo in settembre, che costrinse lo Abukuma a rientrare a Yokosuka per un mese.

#### 1944

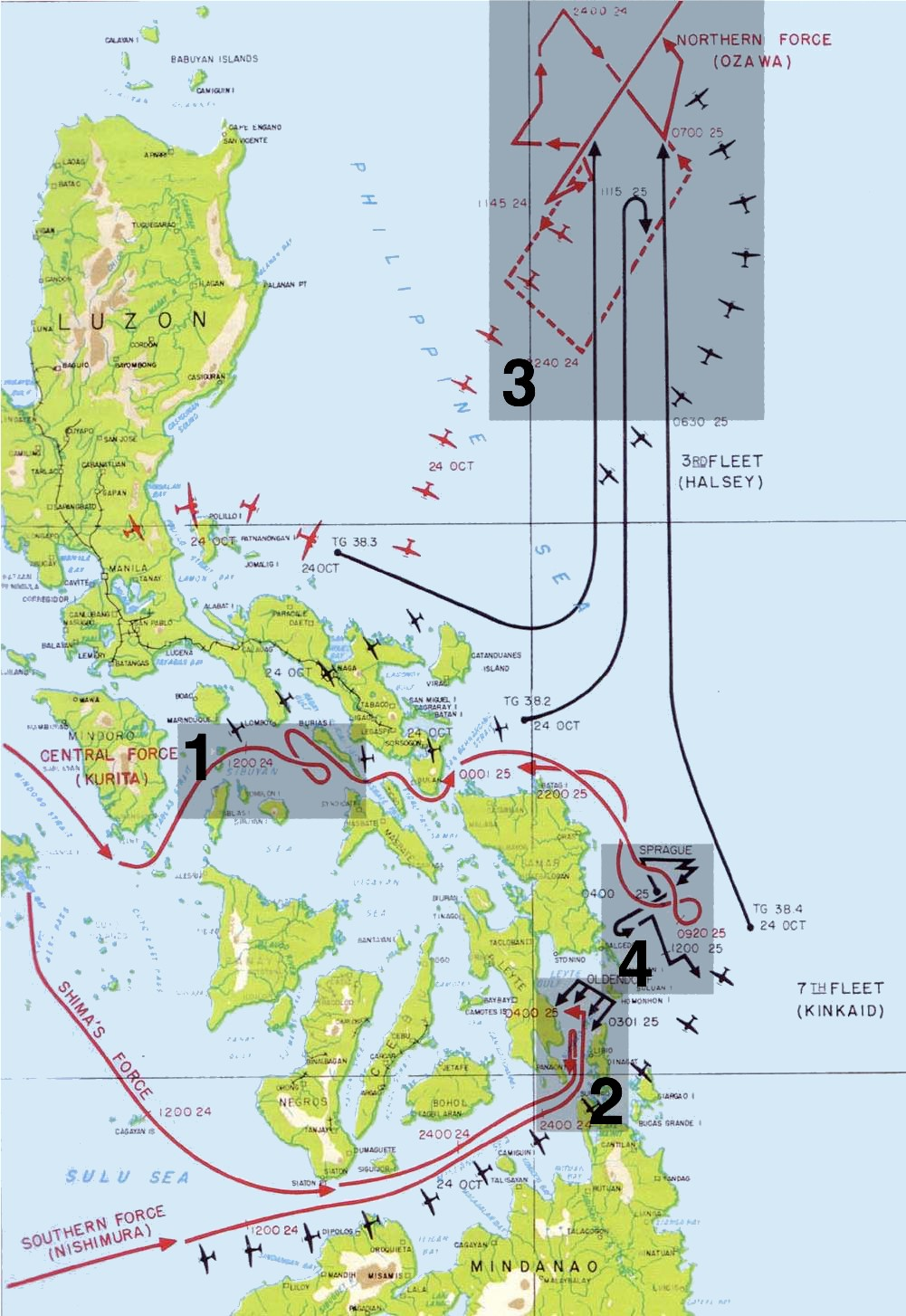
La battaglia del Golfo di Leyte, cui Kimura partecipò brevemente al comando del viceammiraglio Shima

L'attività di vigilanza nelle acque settentrionali dell'Impero giapponese si protrasse sino al luglio 1944, quando ormai quell'area era divenuta irrilevante nel quadro strategico globale. Kimura condusse la 1ª Squadriglia a Kure e, da agosto a metà ottobre, rimase nel Mare interno di Seto impegnato in continui addestramenti: la squadriglia fu riorganizzata sulle divisioni 7ª (Akebono, Kasumi, Ushio) e 21ª (Hatsuharu, Hatsushimo, Wakaba), più lo Shiranui della 18ª Divisione. Proprio in ottobre la Terza Flotta statunitense era penetrata nel Mar Cinese Meridionale e aveva attaccato più volte Formosa, dove erano concentrate centinaia di aeroplani che rappresentavano un pericolo per la progettata riconquista delle Filippine. Sebbene alcune navi rimanessero danneggiate, gli americani riportarono un'importante vittoria e inflissero perdite assai gravi all'aviazione nipponica, che invece assicurò di aver lasciato decine di unità statunitensi immobilizzate. La 5ª Flotta, passata al comando del viceammiraglio Kiyohide Shima e comprendente anche gli incrociatori pesanti Nachi e Ashigara, fu inviata a dare il colpo di grazia: tuttavia Shima e Kimura erano poco inclini a credere a tali rapporti, quindi si mantennero tra Formosa e l'Isola di Okinawa; il 20 ottobre si fermarono infine a Mako nelle isole Pescadores. Sin dal 17, comunque, la 5ª Flotta era in stato di allerta per altri compiti che furono resi noti la mattina del 21 ottobre: assegnata al piano Shō-Gō 1, doveva portarsi il 23 a Coron (Palawan), fare rifornimento e quindi aggregarsi alla squadra del viceammiraglio Shōji Nishimura per aiutarla a superare da sud lo Stretto di Surigao. Shima apprese nei particolari la sua missione solo durante la navigazione, che prosciugò i serbatoi dei cacciatorpediniere di Kimura; a Coron, poi, si verificarono ritardi nel rifornimento e venne meno ogni possibilità di coordinarsi con Nishimura salpato da Brunei, stante anche l'imposizione di un assoluto silenzio radio. L'avvicinamento all'imbocco meridionale dello stretto fu indisturbato ma la formazione di Nishimura non fu rimontata ed essa andò quasi del tutto distrutta nella prima fase della battaglia nello stretto di Surigao. Shima arrivò nelle prime ore del 25 ottobre, con le sue navi disposte in linea di fila: Nachi, Ashigara, lo Abukuma e quattro cacciatorpediniere; mentre sfilava nell'entrata dello stretto ebbe a che fare con alcune motosiluranti e la PT-137 lanciò un siluro che centrò a prua lo Abukuma (per quanto indirizzato a uno dei cacciatorpediniere). Kimura compì il possibile per salvare la sua ammiraglia, capace di muoversi ad appena 10 nodi, mentre Shima guidava un'incerta avanzata a nord prima di ripiegare alle 04:25. Si lasciò alle spalle l'incrociatore, sul quale Kimura continuava indefesso a dirigere le operazioni di salvataggio. Egli, comunque, trasbordò alle 08:30 sul Kasumi e mise la prua a sud-ovest: lasciò lo Ushio a guardia dell'incrociatore, con l'ordine di scortarlo al sicuro (fu invece affondato il 26 ottobre nel Mare di Sulu). Distaccò inoltre lo Akebono in tarda mattinata per assistere l'immobile incrociatore pesante Mogami, che in ultimo ne trasse in salvo l'equipaggio e lo mandò a fondo.
Kimura raggiunse Coron con il solo Kasumi e scortò il Nachi a Manila, il 28 ottobre. Qui fu presto coinvolto nell'operazione TA, ovvero l'invio di eterogenei convogli dalla capitale filippina a Ormoc, situato in una profonda baia sulla costa nord-occidentale di Leyte, per alimentare la resistenza della guarnigione giapponese sull'isola. Con la 1ª Squadriglia nuovamente riunita egli protesse i viaggi di andata e ritorno indicati con le sigle "TA-2" e "TA-4", a dispetto dell'opposizione aerea statunitense e di agguati di motosiluranti. Il 20 novembre la 1ª Squadriglia fu disattivata e Kimura fu trasferito al comando della 2ª Squadriglia, mantenendo il Kasumi come sua ammiraglia: abbandonò le Filippine per portarsi a Singapore, dove si erano raccolti i resti della 2ª Flotta dopo la battaglia del Golfo di Leyte. Da qui scortò a Mako la nave da battaglia Haruna, poi intraprese un viaggio sino alla baia di Cam Ranh in difesa di alcune navi da carico, dove arrivò il 10 dicembre. La settimana successiva a Kimura fu affidata una pericolosa missione, ovvero condurre con lo Ashigara, l'incrociatore leggero Oyodo e la 2ª Squadriglia un bombardamento della testa di ponte che forze americane avevano stabilito a San Jose (costa sud-occidentale di Mindoro). Kimura salpò da Cam Ranh il 24 dicembre e fu scoperto soltanto a 200 miglia nautiche dalla meta; sostenne quindi un pesante attacco aereo, che gli costò il cacciatorpediniere Kiyoshimo, ma proseguì la rotta e il 27 portò a termine il cannoneggiamento delle spiagge, durato venti minuti. L'azione, una delle ultime brillanti manovre della Marina imperiale, ebbe però scarso seguito perché l'Esercito nipponico preferì non opporre resistenza a Mindoro.

### Ultimi incarichi, ritiro e morte
Dopo l'inaspettato colpo a San Jose, Kimura riuscì a fare ritorno a Cam Rahn e il 3 gennaio 1945 cedette il comando della squadriglia al contrammiraglio Keizō Komura per rimanere a disposizione dello stato maggiore generale. Arrivò in Giappone pochi giorni dopo ed ebbe accordato un periodo di tregua dopo il prolungato e logorante servizio al fronte. Il 18 febbraio prese il posto di assistente allo stato maggiore della Flotta Combinata, al quale affiancò un analogo ruolo nello stato maggiore della Marina. Il 1º giugno, però, abbandonò entrambi gli incarichi per assumere la direzione della Scuola di lotta antisommergibile. L'istituto fu chiuso il 15 luglio successivo e Kimura fu ancora una volta trasferito, questa volta all'Accademia navale di Etajima con la qualifica di capo istruttore; quello stesso giorno fu scelto pure come direttore della Scuola di comunicazione navale sita a Hōfu, nella vicina prefettura di Yamaguchi. Qui Kimura fu raggiunto dalla notizia della resa dell'Impero giapponese il 15 agosto 1945: in seguito, quindi, alla formale cerimonia del 2 settembre, supervisionò la smobilitazione delle unità sottoposte e il 1º ottobre, con la soppressione della Scuola di comunicazione, fu assegnato d'ufficio al Distretto navale di Yokosuka. Esattamente un mese più tardi fu promosso a viceammiraglio (la Marina imperiale sarebbe stata sciolta nel 1947) e il 10 novembre transitò nella lista degli ufficiali a riposo. Conclusa la carriera militare, si stabilì proprio a Hōfu, dove morì il 14 febbraio 1960 all'età di 68 anni.